# 마리아 폰 외스터라이히 여대공

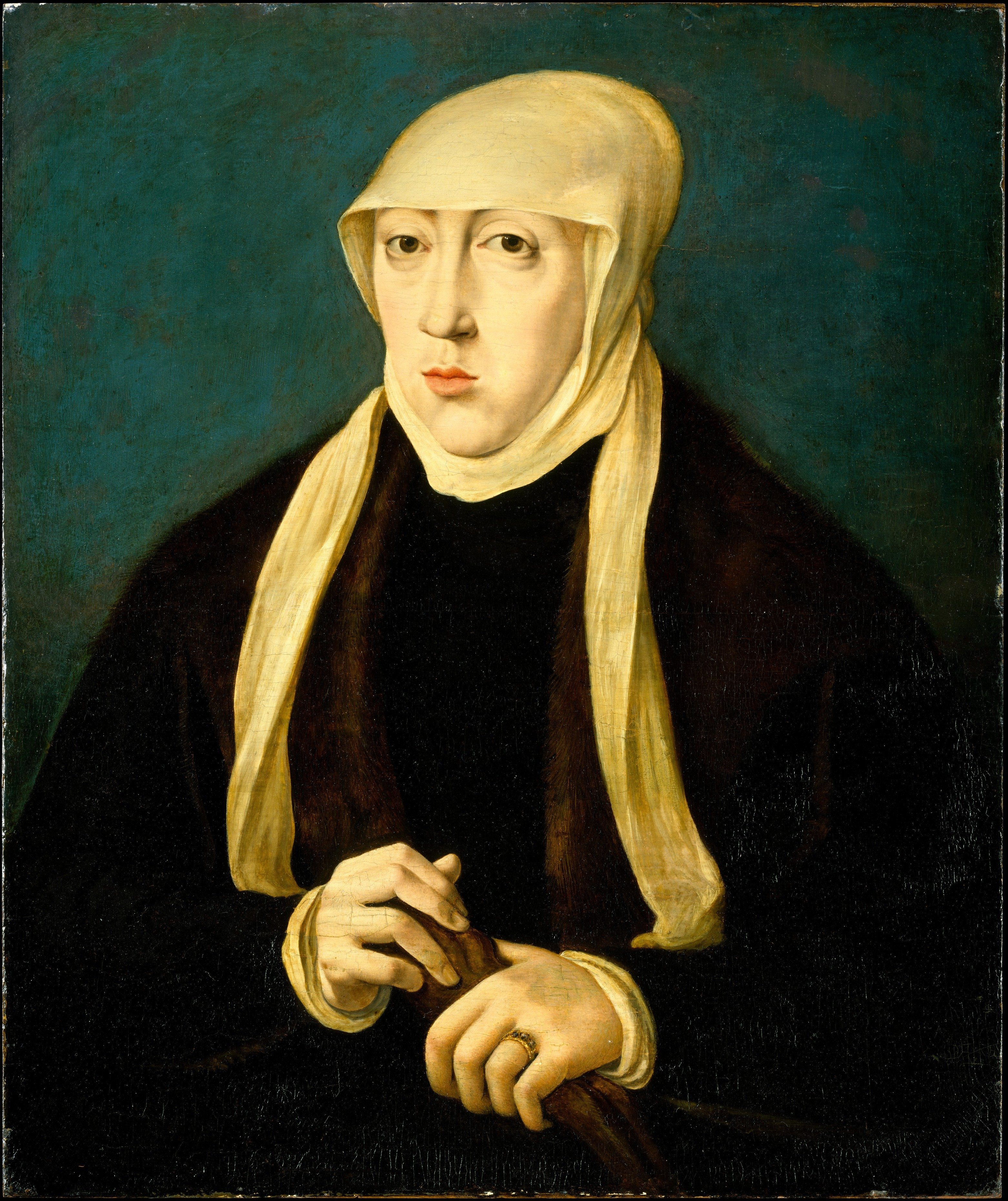
마리아 폰 외스터라이히

마리아 폰 외스터라이히(독일어: Maria von Österreich, 1505년 9월 17일 ~ 1558년 10월 17일)는 펠리페 1세와 스페인의 후아나 1세 여왕 사이에서 태어난 셋째딸이다. 형제로는 언니 레오노르, 이사벨, 오빠 카를 5세, 남동생 페르디난트 1세, 여동생 카탈리나가 있다.
아버지가 부르고스에서 요절한 뒤로 어머니 후아나의 정신병이 심해졌기 때문에 마리아는 다른 형제들과 함께 고모 마르게리타의 손에 자랐다. 마리아는 1522년 헝가리와 보헤미아의 왕인 러요시 2세와 결혼했다. 러요시 2세는 1526년에 일어난 모하치 전투에서 오스만 제국 군대의 공격을 받고 전사하고 만다.
러요시 2세에게는 자식이 없었기 때문에 오빠인 페르디난트 1세가 헝가리와 보헤미아의 왕위를 물려받은 후 섭정이 되어 헝가리를 통치하였다.
1530년 마르게리타가 죽은 후, 메리는 오빠인 카를 5세 황제로부터 네덜란드의 통치와 조카인 도로테아와 덴마크의 크리스티나에 대한 후견인을 맡아달라는 요청을 받았다. 1531년 1월부터 1555년 10월까지 합스부르크 네덜란드 총독을 역임했다. 통치하는 것을 좋아하지 않아서 여러번 사임 허가를 요청했다. 재임 기간 내내 황제와 프랑스 왕 사이의 평화를 유지하기 위해 끊임없이 노력했다. 마지막 사임 후 바로 노쇠한 여왕은 카스티야로 거처를 옮긴후 그곳에서 죽었다.